# Matrix (film)
Pour la série de films Matrix, voir Matrix (série de films). Pour les autres significations, voir Matrix.
Série Matrix
Matrix Reloaded
(2003)
Pour plus de détails, voir Fiche technique et Distribution.
Matrix (The Matrix), ou La Matrice au Québec, est un film de science-fiction australo-américain écrit et réalisé par les Wachowski et sorti en 1999.
Il dépeint un futur dystopique dans lequel la réalité telle que perçue par la plupart des humains est une simulation virtuelle en se connectant à la « Matrice », créée par des machines douées d'intelligence, afin d'asservir les êtres humains, à leur insu, et de se servir de la chaleur et de l'activité électrique de leur corps comme source d'énergie. Le programmeur informatique Neo apprend cette vérité et rejoint une rébellion.
Le film est classé dans la catégorie cyberpunk, un sous-genre de la science-fiction, comprenant Ghost in the Shell, qui a inspiré des cinéastes tels que les Wachowski. Il est parfois qualifié de « cyberfilm ».
Les exégètes y voient des références à des concepts et œuvres philosophiques et religieuses, en particulier à l'allégorie de la caverne de Platon, à Simulacres et simulation de Jean Baudrillard voire aux Aventures d'Alice au pays des merveilles de Lewis Carroll.
D'autres y ont vu une « métaphore particulièrement adaptée à toutes les thèses affirmant que la réalité est cachée », autrement dit au complotisme.
L'idée de ce qui est réel et de ce qui ne l'est pas, l'intelligence artificielle qui peut remplacer l'homme, le combat pour la liberté sont des thèmes forts et présents dans le film.
Matrix a popularisé le bullet time, un effet visuel dans lequel la progression de certains personnages est vue au ralenti, tandis que le reste de la scène est filmé par la caméra à vitesse normale. Les scènes d'action indiquent l'attrait des auteurs pour le film d'animation ou animation japonaise et les films d'arts martiaux. L'utilisation de combats chorégraphiés (en) et du wire fu issus du cinéma d'action hongkongais a eu une influence sur les productions cinématographiques hollywoodiennes ultérieures.
Le film est un succès au box-office, il totalise 460 millions de dollars de recettes dans le monde. Il est très bien reçu par la critique américaine, et remporte quatre Oscar (effets visuels, montage, son, montage sonore), ainsi que d'autres récompenses, telles que des BAFTA et des Saturn Awards. Les critiques le trouvent particulièrement divertissant et apprécient ses effets visuels innovants. Il est considéré comme l’un des films de science-fiction les plus importants de son époque,, mentionné comme tel dans des classements d'œuvres cinématographiques,,. En 2012, il entre au National Film Registry.
Matrix est le premier volet de la série de films Matrix qui se poursuivra avec Matrix Reloaded, Matrix Revolutions et dix-huit ans plus tard, Matrix Resurrections. Des produits dérivés apparaissent dans le domaine de la bande dessinée, du jeu vidéo et du court-métrage d'animation.

## Synopsis
Dans un hôtel abandonné d'une grande ville, une escouade de police coince Trinity, qui les domine avec ses capacités surhumaines. Elle s'enfuit, poursuivie par la police et un groupe d'agents adaptés capables d'exploits surhumains similaires aux siens. Elle répond à la sonnerie d'un téléphone public et disparaît juste avant que l'agent Smith n'écrase un camion dans sa cabine. Celui-ci apprend néanmoins qu'elle est à la recherche d'un certain « Neo ».
Le programmeur informatique Thomas Anderson, connu sous son pseudonyme de piratage « Neo », est intrigué par les rencontres répétées en ligne avec l'expression « The Matrix », qui lui demandent de suivre « le lapin blanc ». Acceptant l'invitation d'une jeune femme tatouée d'un lapin blanc, Neo est contacté dans une discothèque par Trinity, qui lui dit qu'un homme nommé Morpheus a les réponses qu'il cherche sur la Matrice. Le lendemain, au travail, après que Neo a été réprimandé pour ses retards, il est contacté par Morpheus par téléphone cellulaire au moment où une équipe d'agents et de policiers, dirigée par l'agent Smith, arrive sur son lieu de travail, à sa recherche. Bien que Morpheus tente de le guider par téléphone vers une issue, Neo choisit d'être capturé plutôt que de risquer sa vie en s'échappant par un échafaudage accolé au rebord du gratte-ciel. L'agent Smith et ses acolytes tentent alors de contraindre Neo à les aider à localiser Morpheus, qu'ils prétendent être un terroriste à capturer mort ou vif. Neo insiste sur son droit à un appel téléphonique pour contacter un avocat, mais les agents font disparaître sa bouche et un implant robotique en forme d'insecte est inséré dans son nombril. Neo se réveille de ce qu'il croit être un cauchemar, répond au téléphone avant d'être emmené par Trinity et des rebelles pour rencontrer Morpheus. En chemin, ils enlèvent l'insecte espion de l'abdomen de Neo, prouvant que le cauchemar qu'il a vécu était réel.
Lors de leur première rencontre, Morpheus offre à Neo le choix entre deux pilules : rouge pour révéler la vérité sur la Matrice, ou bleue pour le ramener à son ancienne vie. Neo avale la pilule rouge, sa réalité se désintègre, il se réveille nu, son corps branché par d'innombrables fils et tuyaux, et le crâne rasé dans une capsule remplie de liquide, parmi d'innombrables autres humains attachés à un système de production électrique élaboré. Détecté par une sentinelle robotique, il est relâché puis récupéré et amené à bord de l'hovercraft volant de Morpheus, le Nebuchadnezzar. Morpheus lui souhaite la bienvenue dans le monde réel.
Alors qu'il se remet d'une vie d'inactivité physique dans le pod, Neo veut en savoir plus sur son nouvel environnement. Morpheus explique la situation en le branchant dans un univers virtuel vierge : au début du XXIe siècle, une guerre a éclaté entre l'humanité et les intelligences artificielles. Après que les humains ont bloqué l'accès des machines à l'énergie solaire en assombrissant le ciel, les machines ont réagi en « cultivant » les humains et en récoltant leur énergie bioélectrique, tout en gardant leur esprit apaisé dans la matrice grâce à une réalité simulée partagée, modelée sur le monde tel qu'il était en 1999. Les machines ont remporté la guerre et la ville souterraine de Sion est le dernier refuge des humains libres. Morpheus et son équipage (composé de Trinity, Tank, son frère Dozer, "Le Mulot", Apoc, Switch et Cypher) sont un groupe de rebelles qui piratent la Matrice pour « débrancher » les humains asservis et les recruter. Leur compréhension de la nature simulée de la Matrice leur permet de contourner ses lois physiques.
Neo, d'abord réticent au concept, comprend qu'il ne peut plus faire machine arrière. Morpheus lui explique que Neo serait l’Élu qu'il a cherché durant toute sa vie. Il est temps pour Neo de s'entrainer. Il est d'abord programmé par Tank à toutes les formes de combat avant de combattre Morpheus dans un dojo virtuel. Les prouesses de Neo lors d'un entraînement virtuel cimentent la conviction de Morpheus que Neo est « l'Élu », un humain possédant des pouvoirs exceptionnels, prophétisé pour libérer l'humanité. Cependant, Neo échoue à sa première fois au programme de saut, comme prévu. Morpheus avertit Neo que la mort dans la Matrice tue le corps physique et que les agents comme Smith sont des programmes informatiques conscients qui éliminent les menaces pour le système, tandis que des machines appelées Sentinelles éliminent les rebelles dans le monde réel. L'une d'elles est justement à la poursuite du Nebuchadnezzar. L'équipage prépare une arme EMP (arme à impulsion électro-magnétique) pour s'en débarrasser (mais cela grille également les systèmes électriques du vaisseau) mais n'auront pas besoin de l'utiliser.
Cypher, regrettant sa vie d'avant et jaloux que Trinity s'occupe de Neo, décide de trahir son équipage en s'alliant avec l'agent Smith en échange d'une vie prospère dans la Matrice. Le groupe entre dans la Matrice pour visiter l'Oracle, la prophète qui a prédit que « l'Élu » émergerait. Entourée d'enfants aux pouvoirs télékinétiques, les « autres potentiels », elle suggère à Neo qu'il n'est pas l'Élu : il a reçu le don mais il semble attendre quelque chose. Quand Neo lui demande ce qu'il attend, elle lui répond : « Votre prochaine vie, peut-être. Qui sait ? ». Elle le prévient ensuite qu'il devra choisir entre la vie de Morpheus et la sienne. Avant qu'il puisse quitter la Matrice, Neo remarque un évènement singulier dans l'immeuble en voyant un chat passer deux fois devant lui : la Matrice a été remodelé dans l'immeuble par les agents, renseignés par Cypher, qui tendent avec la police une embuscade au groupe. Piégé dans la pièce où se trouve le téléphone par un mur à la place de la porte, le Mulot est tué par la police. Les rebelles essayent de se frayer un chemin dans les canalisations du bâtiment assiégé mais Morpheus est capturé en tentant de combattre Smith pour gagner du temps afin que le reste du groupe puisse s'échapper. Cypher, capturé par la police avant de s'en échapper, quitte la Matrice. Mais à son retour dans le monde réel, il assassine plusieurs membres d'équipage alors qu'ils sont sans défense : il brûle Tank et Dozer et débranche Apoc et Switch. Avant que le traître ne puisse tuer Neo, Tank, qui n'était qu'inconscient, se réveille et tue Cypher puis s'empresse de retirer Neo et Trinity de la Matrice.
Les agents torturent Morpheus pour tenter de lui soutirer ses codes d'accès à l'ordinateur central de Sion. Tank, pensant la situation perdue, propose de débrancher Morpheus avant qu'il ne parle et abréger ses souffrances. S'opposant à cette décision, Neo décide de retourner dans la Matrice pour le sauver, comme l'Oracle l'a prophétisé. Trinity insiste pour l'accompagner. Armés jusqu'aux dents, ils attaquent à eux seuls le bâtiment où est détenu Morpheus, gardé par l'armée. Ils parviennent au toit où ils réquisitionnent un hélicoptère. Pendant ce temps, Smith se déconnecte de ses collègues pour expliquer à Morpheus qu'il veut s'échapper de la Matrice pour contrôler le monde réel. C'est à ce moment-là que l'hélicoptère de Neo et Trinity arrive à la rescousse pour sauver Morpheus et, après une série de cascades impressionnantes, le trio réuni parvient à s'enfuir ; Morpheus est convaincu que Neo est l’Élu. Ils partent à la recherche d'un téléphone pour sortir de la Matrice. Mais les Agents, ayant repéré le Nebuchadnezzar dans le monde réel, lancent les Sentinelles à l'attaque, tandis qu'ils pourchassent le trio dans la Matrice.
Morpheus et Trinity sortent de la Matrice à une station de métro, mais Neo est interpellé par l'agent Smith venu l'arrêter. Ayant sauvé Morpheus, Neo prend confiance en ses capacités, tenant tête à l'agent. Il combat Smith avant de réussir à s'enfuir. 
Il est dirigé par Tank vers un nouveau téléphone dans l'appartement 303 d'un immeuble. Mais après une longue course-poursuite en ville, Smith lui tend une embuscade dans l'appartement 303 et tue Neo de plusieurs balles. Alors qu'un groupe de Sentinelles attaque le Nebuchadnezzar, Trinity, pensant Neo mort, lui avoue son amour et révèle que l'Oracle lui a prédit qu'elle tomberait amoureuse de « l'Élu », et l'embrasse. Contre toute attente, Neo se réveille avec de nouvelles capacités pour percevoir et contrôler la Matrice. Il bat facilement Smith, puis le traverse, ce qui désintègre l'agent, met les autres agents en fuite et quitte la Matrice au moment où l'impulsion électromagnétique du vaisseau désactive les Sentinelles.
De retour dans la Matrice, Neo passe un coup de téléphone, promettant aux machines qu'il montrera à leurs prisonniers « un monde où tout est possible ». Il raccroche et s'envole.

## Fiche technique
- Titre original : The Matrix
- Titre français : Matrix
- Titre québécois : La Matrice
- Réalisation : les Wachowski
- Scénario : les Wachowski
- Musique : Don Davis
- Photographie : Bill Pope
- Montage : Zach Staenberg
- Décors : Owen Paterson
- Production : Joel Silver
  - Coproduction : Dan Cracchiolo
  - Production déléguée : Bruce Berman, Andrew Mason, Barrie M. Osborne, Erwin Stoff, les Wachowski
  - Production associée : Carol Hughes et Richard Mirisch
- Sociétés de production : Warner Bros., Village Roadshow Pictures, Groucho II Film Partnership et Silver Pictures
- Société de distribution : Warner Bros.
- Budget : 63 000 000 USD
- Tournage : du 14 mars 1998 au 1er septembre 1998
- Pays de production :  États-Unis,  Australie
- Langue originale : anglais
- Format : couleur — 35 mm — 2,39:1 — son Dolby Digital / DTS / SDDS
- Genre : science-fiction, action
- Durée : 130 minutes
- Dates de sortie :
  - États-Unis : 31 mars 1999
  - Canada : 31 mars 1999
  - France : 23 juin 1999
- Classification :
  - États-Unis : R Rated R for sci-fi violence and brief language
  - France : tous publics avec avertissement

## Distribution
- Keanu Reeves (VF : Jean-Pierre Michaël ; VQ : Daniel Picard) : Thomas A. Anderson, alias « Neo »
- Carrie-Anne Moss (VF : Danièle Douet ; VQ : Marika Lhoumeau) : Trinity
- Laurence Fishburne (VF : Pascal Renwick ; VQ : Sylvain Hétu) : Morpheus
- Hugo Weaving (VF : Vincent Grass ; VQ : Jean-Luc Montminy) : l'agent Smith
- Gloria Foster (VF : Jacqueline Cohen) : l'Oracle
- Joe Pantoliano (VF : Gilles Tamiz ; VQ : Alain Zouvi) : Cypher ou Mr Reagan
- Marcus Chong (VF : Maurice Decoster ; VQ : Gilbert Lachance) : Tank
- Matt Doran (VF : Christophe Lemoine ; VQ : Patrice Dubois) : le Mulot
- Belinda McClory (en) (VF : Ivana Coppola) : Switch
- Julian Arahanga (en) (VF : Cyrille Monge ; VQ : Patrick Chouinard) : Apoc
- Anthony Ray Parker (en) (VF : Olivier Proust ; VQ : Benoît Rousseau) : Dozer
- Paul Goddard (en) (VF : Jean-Pol Brissart) : l'agent Brown
- Robert Taylor : l'agent Jones
- Ada Nicodemou : Dujour
- Steve Dodd : l'homme aveugle

Sources et légende : Version française (VF) sur AlloDoublage

## Production

### Développement
En 1994, les Wachowski présentent le script d’Assassins à la Warner. Le président de la production de l'époque, Lorenzo di Bonaventura, lit le script et en achète les droits, ainsi que ceux de deux autres scénarios des Wachowski : Bound et Matrix. À la suite du succès critique de Bound, première réalisation des Wachowski, ils parviennent à monter le projet Matrix.
Le producteur Joel Silver est venu demander aux studios Warner de produire le premier volet de Matrix, ces derniers n'ont accepté de le financer que sur la base d'un accord de distribution exclusive[réf. souhaitée] avec sa société de production Silver Pictures. De plus, Matrix étant dès le départ prévu comme une trilogie,, ils acceptèrent d'envisager de produire deux suites[réf. souhaitée] pour la vidéo en cas de succès.

### Distribution des rôles
Lorsque le projet du film a commencé à prendre forme, les Wachowski ont écrit le scénario en imaginant Brandon Lee dans le rôle de Neo mais ce dernier décédera lors du tournage de The Crow. Will Smith a été envisagé pour incarner Neo, mais il a refusé le rôle pour tourner le film Wild Wild West. Il indique qu'il n'était pas convaincu par le pitch et qu'il aurait joué le rôle moins bien que Keanu Reeves,. Pour le rôle de Morpheus, le premier choix était Sean Connery qui le refusera car il ne comprenait pas le scénario.
Le rôle de l'Agent Smith a été proposé à l'acteur français Jean Reno, qui l'a décliné pour tourner le film Godzilla. Christopher Meloni a auditionné pour le même rôle.
D'autres rumeurs ont entouré le choix de l'acteur pour le rôle de Neo, avec les noms de Tom Cruise, Nicolas Cage, John Cusack, David Duchovny, Leonardo DiCaprio, Mark Wahlberg et Johnny Depp, mais aussi de Brad Pitt et Ewan McGregor,. Val Kilmer, Russell Crowe, Gary Oldman, Samuel L. Jackson et Chow Yun-fat ont été envisagés pour jouer Morpheus. Jada Pinkett Smith devait incarner Trinity avant d'incarner Niobe dans les films suivants. D'autres actrices comme Gillian Anderson, Drew Barrymore, Jennifer Beals, Halle Berry, Jennifer Connelly, Courteney Cox, Heather Graham, Mariska Hargitay, Angie Harmon, Salma Hayek, Kate Hudson, Elizabeth Hurley, Janet Jackson, Angelina Jolie, Ashley Judd, Lucy Liu, Jennifer Lopez, Rosie Perez, Winona Ryder, Uma Thurman, Marisa Tomei, Ming-Na Wen, Michelle Yeoh et Catherine Zeta-Jones furent envisagées pour le même rôle avant de décliner l'offre.

### Tournage
Le tournage dure 25 semaines (118 jours, soit une moyenne de une minute et huit secondes de film par jour). Il se déroule, pour l'essentiel, à Sydney en Australie, aux Fox Studios Australia ainsi que dans plusieurs quartiers de la ville. Certains plans extérieurs ont été tournés à Nashville dans le Tennessee et à San Francisco en Californie.
Certains décors du film Dark City (Alex Proyas, 1998) sont réutilisés pour Matrix, notamment lors de la poursuite nocturne sur les toits d'immeubles où Trinity tente d'échapper aux agents.
Sur le plan esthétique, Les Wachowski utilisent beaucoup une technique de tournage existant antérieurement mais assez peu utilisée : le bullet time, effet de « caméra mobile » (une série d'appareils photo disposés en cercle) autour d’un sujet en mouvement ralenti. Cette technique inventée par Emmanuel Carlier en 1995 fut utilisée par Michel Gondry dans une publicité pour Smirnoff en 1997. La première utilisation au cinéma fut sans doute dans Perdus dans l'espace (Lost in Space) de Stephen Hopkins (1998). De nombreux éléments graphiques ont été repris de Ghost in the Shell de Mamoru Oshii, notamment le générique.

### Musique

#### The Matrix: Music from the Motion Picture
Bandes originales de Matrix
The Matrix: Original Motion Picture Score
(1999)
Cet album constitue la bande originale du film, composée de chansons de plusieurs groupes et artistes de rock comme Marilyn Manson, Rob Zombie, Rage Against the Machine ou encore Rammstein.
Liste des titres
1. Rock Is Dead de Marilyn Manson – 3:11
2. Spybreak! (Short One) de Propellerheads – 4:00
3. Bad Blood de Ministry – 5:00
4. Clubbed to Death (Kurayamino Mix) de Rob D – 7:26
5. Prime Audio Soup de Meat Beat Manifesto – 6:17
6. Leave You Far Behind de Lunatic Calm – 3:13
7. Mindfields de The Prodigy – 5:40
8. Dragula (Hot Rod Herman Remix) de Rob Zombie – 4:37
9. My Own Summer (Shove It) de Deftones – 3:34
10. Ultrasonic Sound de Hive – 4:54
11. Look to Your Orb for the Warning de Monster Magnet – 4:42
12. Du Hast de Rammstein – 3:54
13. Wake Up de Rage Against the Machine – 6:04

Certaines chansons présentes dans le film n'apparaissent pas sur l'album : Dissolved Girl de Massive Attack, Plasticity de Plastikman, Minor Swing de Django Reinhardt et I'm Beginning to See the Light de Duke Ellington.

#### The Matrix: Original Motion Picture Score
Bandes originales de Matrix
The Matrix: Music from the Motion Picture
(1999) The Matrix Reloaded: The Album
(2003)
Le 2e album commercialisé comprend dix pistes de la musique originale composée par Don Davis.
Ces morceaux ne donnent qu'un aperçu de trente minutes de la musique qu'il a créée pour le film. Le travail orchestral entier tient, en fait, sur un album de deux CD de cinquante minutes chacun, intitulé The Complete Motion Picture Score. Dans cet album, plusieurs titres sont des anagrammes de Wachowski Brothers et de The Matrix.
Il est possible d'écouter la totalité de la composition avec la première édition américaine du DVD. En effet, ce DVD contient deux pistes : la VO et la musique uniquement.
Il y a également le DVD The Matrix Revisited (en), qui propose 41 morceaux. Suivant la version, les pistes sont cachées ou non.
Liste des titres
1. Main Title/Trinity Infinity (3:54)
2. Unable to Speak (1:15)
3. The Power Plant (2:41)
4. Welcome to the Real World (2:28)
5. The Hotel Ambush (5:23)
6. Exit Mr. Hat (1:23)
7. A Virus (1:33)
8. Bullet-Time (1:10)
9. Ontological Shock (3:32)
10. Anything Is Possible (6:48)

## Box-office
| Pays ou région | Box-office        | Date d'arrêt du box-office | Nombre de semaines |
| -------------- | ----------------- | -------------------------- | ------------------ |
| États-Unis     | 171 479 930 $     | 19 septembre 1999          | 25                 |
| France         | 4 771 685 entrées | -                          | -                  |
| Total mondial  | 465 343 787 $     | -                          | -                  |

## Distinctions
Entre 1999 et 2019, Matrix a été sélectionné 92 fois dans diverses catégories et a remporté 41 récompenses,.
| Année | Festivals de cinéma                                                            | Catégorie / Récompense                                                                                         | Nommé(es) / Lauréat(es)                                                                                            | Nommé(es) / Lauréat(es) |
| ----- | ------------------------------------------------------------------------------ | --- | --- | ----------------------- |
| 1999  | Communauté du circuit des récompenses (Awards Circuit Community Awards (ACCA)) | ACCA du meilleur montage de film                                                                               | Zach Staenberg | Lauréat                 |
| 1999  | Communauté du circuit des récompenses (Awards Circuit Community Awards (ACCA)) | ACCA du meilleur son                                                                                           | - | Lauréat                 |
| 1999  | Communauté du circuit des récompenses (Awards Circuit Community Awards (ACCA)) | ACCA des meilleurs effets visuels                                                                              | - | Lauréat                 |
| 1999  | Communauté du circuit des récompenses (Awards Circuit Community Awards (ACCA)) | Meilleur scénario original                                                                                     | Les Wachowski | Nomination              |
| 1999  | Communauté du circuit des récompenses (Awards Circuit Community Awards (ACCA)) | Meilleure direction artistique                                                                                 | Owen Paterson | Nomination              |
| 1999  | Communauté du circuit des récompenses (Awards Circuit Community Awards (ACCA)) | Meilleure photographie                                                                                         | Bill Pope | Nomination              |
| 1999  | Communauté du circuit des récompenses (Awards Circuit Community Awards (ACCA)) | Meilleure conception de costumes                                                                               | Kym Barrett | Nomination              |
| 1999  | Écran d'or                                                                     | Écran d'or des films ayant totalisé 3 millions d'entrées en 18 mois                                            | - | Lauréat                 |
| 1999  | Golden Trailer Awards                                                          | Prix de la bande-annonce dorée pour le meilleur du spectacle                                                   | - | Lauréat                 |
| 1999  | Golden Trailer Awards                                                          | Prix de la bande-annonce dorée du meilleur art et commerce                                                     | - | Lauréat                 |
| 1999  | Golden Trailer Awards                                                          | Prix de la bande-annonce dorée du meilleur film d’action                                                       | - | Lauréat                 |
| 1999  | Golden Trailer Awards                                                          | Prix de la bande-annonce dorée du meilleur montage                                                             | - | Lauréat                 |
| 1999  | Prix BMI du cinéma et de la télévision                                         | Prix BMI de la meilleure musique de film                                                                       | Don Davis | Lauréat                 |
| 1999  | Prix Bogey (Bogey Awards)                                                      | Prix Bogey d’or                                                                                                | - | Lauréat                 |
| 1999  | Prix international de la critique de musique de film                           | Musique de film de l'année                                                                                     | Don Davis | Nomination              |
| 1999  | Prix Jupiter                                                                   | Prix Jupiter du meilleur film international                                                                    | Les Wachowski | Lauréat                 |
| 1999  | Prix Jupiter                                                                   | Prix Jupiter du meilleur réalisateur international                                                             | Les Wachowski | Lauréat                 |
| 2000  | Académie des films de science-fiction, fantastique et d'horreur                | Prix Saturn du meilleur film de science-fiction                                                                | - | Lauréat                 |
| 2000  | Académie des films de science-fiction, fantastique et d'horreur                | Prix Saturn de la meilleure réalisation                                                                        | Les Wachowski | Lauréat                 |
| 2000  | Académie des films de science-fiction, fantastique et d'horreur                | Meilleur acteur                                                                                                | Keanu Reeves | Nomination              |
| 2000  | Académie des films de science-fiction, fantastique et d'horreur                | Meilleure actrice                                                                                              | Carrie-Anne Moss                                                                                                   | Nomination              |
| 2000  | Académie des films de science-fiction, fantastique et d'horreur                | Meilleur acteur dans un second rôle                                                                            | Laurence Fishburne                                                                                                 | Nomination              |
| 2000  | Académie des films de science-fiction, fantastique et d'horreur                | Meilleur scénario                                                                                              | Les Wachowski | Nomination              |
| 2000  | Académie des films de science-fiction, fantastique et d'horreur                | Meilleurs costumes                                                                                             | Kym Barrett | Nomination              |
| 2000  | Académie des films de science-fiction, fantastique et d'horreur                | Meilleur maquillage                                                                                            | Nikki Gooley, Bob McCarron et Wendy Sainsbury                                                                      | Nomination              |
| 2000  | Académie des films de science-fiction, fantastique et d'horreur                | Meilleurs effets visuels                                                                                       | John Gaeta, Janek Sirrs, Steve Courtley et Jon Thum                                                                | Nomination              |
| 2000  | Association des critiques de cinéma de Dallas-Fort Worth                       | Meilleur film                                                                                                  | - | Nomination              |
| 2000  | Association du cinéma et de la télévision en ligne                             | Prix OFTA du meilleur mixage sonore                                                                            | John T. Reitz, Gregg Rudloff, David E. Campbell et David Lee                                                       | Lauréat                 |
| 2000  | Association du cinéma et de la télévision en ligne                             | Prix OFTA des meilleurs effets visuels                                                                         | John Gaeta, Janek Sirrs, Steve Courtley et Jon Thum                                                                | Lauréat                 |
| 2000  | Association du cinéma et de la télévision en ligne                             | Meilleur montage de film                                                                                       | Zach Staenberg | Nomination              |
| 2000  | Association du cinéma et de la télévision en ligne                             | Meilleur montage d'effets sonores                                                                              | Dane A. Davis | Nomination              |
| 2000  | Association du cinéma et de la télévision en ligne                             | Meilleur site officiel de film                                                                                 | - | Nomination              |
| 2000  | Association turque des critiques de cinéma                                     | Meilleur film étranger                                                                                         | 3e place | Nomination              |
| 2000  | Cinema Audio Society                                                           | Prix C.A.S. du meilleur mixage sonore d'un film                                                                | John T. Reitz, Gregg Rudloff, David E. Campbell et David Lee                                                       | Lauréat                 |
| 2000  | Csapnivaló Awards                                                              | Ardoise dorée de la meilleure actrice dans un rôle principal                                                   | Carrie-Anne Moss                                                                                                   | Lauréat                 |
| 2000  | Csapnivaló Awards                                                              | Ardoise dorée du meilleur acteur dans un rôle principal                                                        | Keanu Reeves | Lauréat                 |
| 2000  | Csapnivaló Awards                                                              | Ardoise dorée des meilleurs effets visuels                                                                     | - | Lauréat                 |
| 2000  | Écrivains de science-fiction et de fantaisie d'Amérique                        | Meilleur scénario                                                                                              | Les Wachowski | Nomination              |
| 2000  | Éditeurs de cinéma américain                                                   | Prix Eddie du meilleur long métrage dramatique                                                                 | Zach Staenberg | Lauréat                 |
| 2000  | Éditeurs de sons de films                                                      | Prix Bobine d'or du meilleur montage sonore - Effets et bruitages                                              | - | Lauréat                 |
| 2000  | Éditeurs de sons de films                                                      | Meilleur montage sonore – Dialogues et doublages                                                               | Dane A. Davis, Charles W. Ritter, Julia Evershade et Susan Dudeck                                                  | Nomination              |
| 2000  | Éditeurs de sons de films                                                      | Meilleur montage de musique dans un film (Etranger et National)                                                | Lori L. Eschler, Zigmund Gron et Jordan Corngold                                                                   | Nomination              |
| 2000  | Festival international du film norvégien de Haugesund                          | Meilleur long métrage étranger                                                                                 | Les Wachowski | Nomination              |
| 2000  | Guilde des créateurs de costumes                                               | Meilleur film fantastique en costumes d'époque                                                                 | Kym Barrett | Nomination              |
| 2000  | Guilde des directeurs artistiques                                              | Nommé au prix d'excellence en conception de production d'un long métrage                                       | Owen Paterson, Michelle McGahey et Hugh Bateup                                                                     | Nomination              |
| 2000  | Grammy Awards                                                                  | Meilleur album de bande originale                                                                              | - | Nomination              |
| 2000  | Key Art Awards                                                                 | Key Art Awards du meilleur spectacle Audiovisuel                                                               | pour la bande annonce                                                                                              | Lauréat                 |
| 2000  | MTV Movie Awards                                                               | MTV Movie Award du meilleur film                                                                               | - | Lauréat                 |
| 2000  | MTV Movie Awards                                                               | MTV Movie Award de la meilleure performance masculine                                                          | Keanu Reeves | Lauréat                 |
| 2000  | MTV Movie Awards                                                               | MTV Movie Award du meilleur combat                                                                             | Keanu Reeves et Laurence Fishburne                                                                                 | Lauréat                 |
| 2000  | MTV Movie Awards                                                               | Meilleur duo à l'écran                                                                                         | Keanu Reeves et Laurence Fishburne                                                                                 | Nomination              |
| 2000  | MTV Movie Awards                                                               | Meilleure révélation féminine                                                                                  | Carrie-Anne Moss                                                                                                   | Nomination              |
| 2000  | MTV Movie Awards                                                               | Meilleure scène d'action                                                                                       | pour la séquence toit / hélicoptère                                                                                | Nomination              |
| 2000  | Oscars du cinéma                                                               | Oscar du meilleur montage                                                                                      | Zach Staenberg | Lauréat                 |
| 2000  | Oscars du cinéma                                                               | Oscar du meilleur son                                                                                          | John T. Reitz, Gregg Rudloff, David E. Campbell et David Lee                                                       | Lauréat                 |
| 2000  | Oscars du cinéma                                                               | Oscar du meilleur montage sonore                                                                               | Dane A. Davis | Lauréat                 |
| 2000  | Oscars du cinéma                                                               | Oscar des meilleurs effets visuels                                                                             | John Gaeta, Janek Sirrs, Steve Courtley et Jon Thum                                                                | Lauréat                 |
| 2000  | Prix Bobine Noire                                                              | Meilleur acteur                                                                                                | Laurence Fishburne                                                                                                 | Nomination              |
| 2000  | Prix britanniques                                                              | Meilleure bande son                                                                                            | - | Nomination              |
| 2000  | Prix Chlotrudis                                                                | Meilleure photographie                                                                                         | Bill Pope | Nomination              |
| 2000  | Prix du divertissement à succès                                                | Prix du divertissement à succès du meilleur acteur dans un film d’action / science-fiction                     | Keanu Reeves | Lauréat                 |
| 2000  | Prix du divertissement à succès                                                | Prix du divertissement à succès du meilleur acteur dans un second rôle dans un film d’action / science-fiction | Laurence Fishburne                                                                                                 | Lauréat                 |
| 2000  | Prix du divertissement à succès                                                | Meilleur méchant                                                                                               | Hugo Weaving | Nomination              |
| 2000  | Prix du divertissement à succès                                                | Actrice préférée - Nouveau venu (Internet uniquement)                                                          | Carrie-Anne Moss                                                                                                   | Nomination              |
| 2000  | Prix de l'académie japonaise                                                   | Meilleur film étranger                                                                                         | - | Nomination              |
| 2000  | Prix de l'image NAACP                                                          | Film exceptionnel                                                                                              | - | Nomination              |
| 2000  | Prix de l'image NAACP                                                          | Meilleur acteur dans un film                                                                                   | Laurence Fishburne                                                                                                 | Nomination              |
| 2000  | Prix des arts du cinéma et de la télévision de la British Academy              | Prix BAFTA du meilleur son                                                                                     | David Lee, John T. Reitz, Gregg Rudloff, David E. Campbell et Dane A. Davis                                        | Lauréat                 |
| 2000  | Prix des arts du cinéma et de la télévision de la British Academy              | Prix BAFTA des meilleurs effets visuels                                                                        | John Gaeta, Steve Courtley, Janek Sirrs et Jon Thum                                                                | Lauréat                 |
| 2000  | Prix des arts du cinéma et de la télévision de la British Academy              | Meilleure photographie                                                                                         | Bill Pope | Nomination              |
| 2000  | Prix des arts du cinéma et de la télévision de la British Academy              | Meilleure direction artistique                                                                                 | Owen Paterson | Nomination              |
| 2000  | Prix des arts du cinéma et de la télévision de la British Academy              | Meilleur montage                                                                                               | Zach Staenberg | Nomination              |
| 2000  | Prix du film Mainichi                                                          | Prix du choix des lecteurs du meilleur film en langue étrangère                                                | Les Wachowski | Lauréat                 |
| 2000  | Prix Empire                                                                    | Prix Empire du meilleur film                                                                                   | - | Lauréat                 |
| 2000  | Prix Empire                                                                    | Prix Empire du meilleur début                                                                                  | Carrie-Anne Moss                                                                                                   | Lauréat                 |
| 2000  | Prix Hugo                                                                      | Meilleure présentation dramatique                                                                              | Les Wachowski | Nomination              |
| 2000  | Prix satellites                                                                | Meilleurs effets visuels                                                                                       | Steve Courtley, Brian Cox et John Gaeta                                                                            | Nomination              |
| 2000  | Société des critiques de films de Las Vegas                                    | Prix Sierra des meilleurs effets visuels                                                                       | John Gaeta | Lauréat                 |
| 2000  | Société des critiques de films de Las Vegas                                    | Meilleur scénario original                                                                                     | Les Wachowski | Nomination              |
| 2000  | Société des critiques de films de Las Vegas                                    | Meilleur montage                                                                                               | Zach Staenberg | Nomination              |
| 2000  | Société des critiques de films de Las Vegas                                    | Meilleur design de production                                                                                  | Owen Paterson | Nomination              |
| 2000  | Société des critiques de films en ligne                                        | Meilleur site officiel pour un film                                                                            | http://www.whatisthematrix.com                                                                                     | Nomination              |
| 2001  | DVD Exclusive Awards                                                           | Meilleur documentaire rétrospectif original                                                                    | Josh Oreck (pour The Matrix revisitée (2001))                                                                      | Nomination              |
| 2003  | DVD Exclusive Awards                                                           | Prix de la réalisation artistique                                                                              | Pour la sortie DVD.                                                                                                | Lauréat                 |
| 2004  | Prix Yoga                                                                      | Prix spécial de la pire trilogie                                                                               | Les Wachowski (Pour "The Matrix Reloaded" et "The Matrix Revolutions")                                             | Lauréat                 |
| 2005  | Académie des films de science-fiction, fantastique et d'horreur                | Meilleure collection de DVD                                                                                    | (pour "The Matrix Reloaded" et "The Matrix Revolutions" dans le cadre de "The Ultimate Matrix Collection")         | Nomination              |
| 2005  | DVD Exclusive Awards                                                           | Meilleur DVD global, nouveau film (y compris toutes les fonctionnalités bonus)                                 | Warner Bros. (pour Matrix Reloaded, The Matrix Revolutions et The Animatrix pour "The Ultimate Matrix Collection") | Nomination              |
| 2005  | DVD Exclusive Awards                                                           | Meilleur design de menu                                                                                        | Warner Bros. (pour Matrix Reloaded, The Matrix Revolutions et The Animatrix pour "The Ultimate Matrix Collection") | Nomination              |
| 2005  | Prix satellites                                                                | Meilleur DVD                                                                                                   | (pour Matrix Reloaded, The Matrix Revolutions et The Animatrix pour "The Ultimate Matrix Collection")              | Nomination              |
| 2009  | Prix international de la critique de musique de film (IFMCA)                   | Meilleure nouvelle version ou réédition d'une partition existante                                              | Don Davis et Robert Townson (pour The Matrix: The Deluxe Edition)                                                  | Nomination              |
| 2012  | Office national de préservation du film                                        | Prix du Registre national du film                                                                              | - | Lauréat                 |
| 2019  | Académie des films de science-fiction, fantastique et d'horreur                | Meilleure version de la collection DVD / Blu-Ray                                                               | (pour Matrix Reloaded et The Matrix Revolutions pour "The Matrix Trilogy")                                         | Nomination              |

## Autour du film

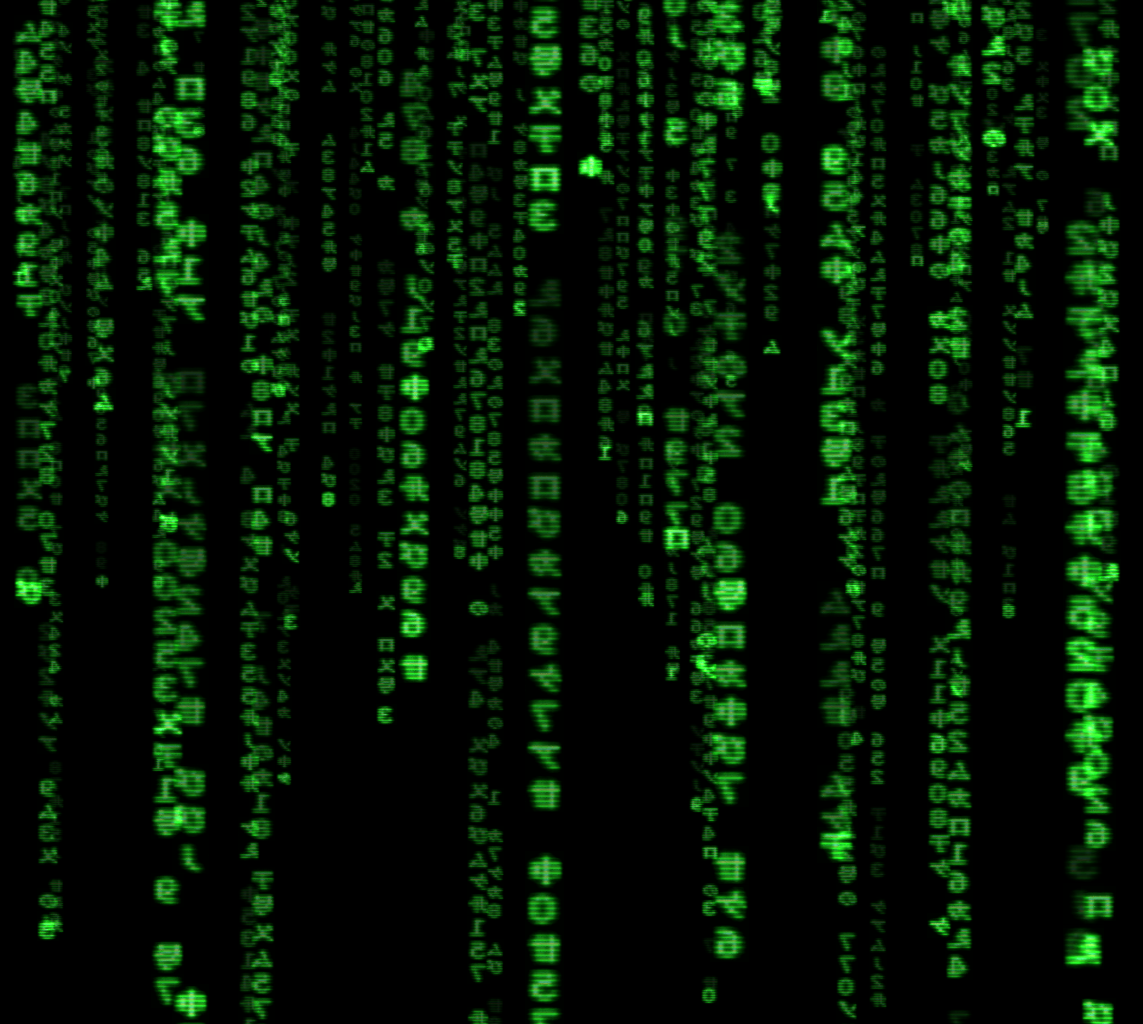
La Matrice codée à l'aide de chiffres et de caractères spéciaux.

### Commentaires
La science-fiction est qualifiée de « révélateur de notre rapport à la technologie », dans le sens où elle retranscrit les « fantasmes », « questions » qui se développent parallèlement aux progrès techniques, scientifiques, mais aussi, en même temps que l’évolution des lois et des mœurs.

« The Matrix est la saga qui va marquer, comme Star Wars ou Dune. Même mélange universel de philosophie, de culture ancienne, de légendes et de mythes. Même grosse soupe spirituelle d’où doivent émerger un leader guerrier, un élu noble, sa fiancée, une prophétie, une entité ennemie, une rébellion, une guerre »

— Voir, 15 mai 2003
Des articles de presse ont souligné, lors de sa sortie, la récupération ou l'utilisation par Matrix de concepts ou mots existants déjà préchargés de sens et sur lesquels il se greffe : « Morpheus » (Morphée divinité des rêves, donc de l'illusion), le lapin blanc de Lewis Carroll, la notion d’éveil inspirée du bouddhisme, la Bible (messianisme avec l'élu, les noms « Nebuchadnezzar » et « Zion » sont les transcriptions phonétiques anglaises de « Nabuchodonosor » et « Sion ». « Trinity » est la Trinité), le gnosticisme (la notion de connaissance révélant la nature profonde de l'univers)…
Elle peut aussi bien être considérée comme une reprise adaptée au monde moderne du concept hindouiste de la mâyâ et de l’allégorie de la caverne de Platon,, où le monde que nous voyons ne reflète que les ombres du réel.

« cinéma pour préparer à Platon, aurait dit Pascal, s’il avait su »

— Matrix, machine philosophique, Alain Badiou, p. 129
Cette adaptation est un thème qui a souvent été abordé par la science-fiction de la seconde moitié du XXe siècle. On peut évoquer :
- Dreams For Sale, réalisé par Tommy Lee Wallace de la série La Cinquième Dimension diffusé en France en 1985 : une jeune femme découvre que ce qu'elle perçoit comme la réalité d'un merveilleux pique-nique en famille n'est en fait qu'un rêve suggéré dans son esprit pendant que son corps et celui de nombreuses personnes sommeillent sous le contrôle d'une technologie futuriste ;
- Tempests, de la série Au-delà du réel : l'aventure continue diffusé en France en 1995 : le perçu du réel qu'a un astronaute en voyage pour amener un remède à une colonie spatiale est la résultante d'une drogue administrée en continu par des extraterrestres parasites aux corps des astronautes qui gisent inconscients dans l'épave de leur navette qui s'est écrasée.
- Le Refuge, de la série Au-delà du réel : l'aventure continue diffusé en France en 1995 : pris dans une tempête de neige, Raymond avance tant bien que mal. Il finit par tomber sur un chalet, mais celui-ci est protégé par un champ de forces qui l'assomme. Il se réveille dans un chalet. Sept autres personnes y vivent, commandées par un certain Sanford. Il apprend que le monde est détruit : une bactérie, qui fait geler l'eau à partir de 20 degrés, l'a presque totalement gelé. Le chalet est l'un des derniers refuges avec des êtres vivants, mais il s'y passe des choses étranges, car les gens changent de rôle sans s'en apercevoir, sauf Sanford et Raymond. En essayant de s'échapper, Raymond se réveille de sa cryogénie car un remède à sa maladie a été trouvé. Il voit les autres occupants dans d'autres caissons cryogéniques. Il comprend que tout cela n'est qu'un rêve collectif contrôlé par Sanford. Il décide d'y retourner pour y mettre un terme et retrouver Gina. Il y parvient, puis décide de rester congelé jusqu'à ce qu'un remède pour Gina soit découvert.

Dans ces trois œuvres comme dans Matrix, le monde perçu est suggéré à l'esprit humain inconscient. Dans diverses œuvres, la science-fiction a aussi longuement traité du sujet des mondes virtuels parallèles connectés au nôtre. Il s'agit souvent de simulacres électroniques ou d'univers gérés par des ordinateurs. On peut évoquer :
- le livre-culte de Daniel F. Galouye, Simulacron 3, paru en 1964, qui inspira deux films : Le Monde sur le fil réalisé en 1973 par Rainer Werner Fassbinder et The 13th Floor sorti en 1999 ;
- Ubik de Philip K. Dick paru en 1969 ;
- Le projet d'opéra-rock Lifehouse, écrit par Pete Townshend dès 1969 ;
- Tron sorti en salles en 1982 ;
- Neuromancien de William Gibson paru en 1984 ;
- eXistenZ de David Cronenberg, sorti en salles en 1999.

On peut noter que le film a d'ailleurs suscité un livre de philosophie regroupant plusieurs contributions : Matrix, machine philosophique (éditions Ellipses, 2003).
Le désir de rechercher une explication d’ensemble a engendré une profusion d'hypothèses, aucune n'ayant jamais été confirmée ni démentie par les Wachowski. L’une d’entre elles en fait une synthèse rassemblant des visions philosophiques très diverses dont, entre autres, la philosophie de Berkeley, de Descartes, de Spinoza, Karl Marx ou encore Nietzsche,. Le court-métrage The Philosophy and the Matrix en a été tiré. Une troisième y voit une vision tiers-mondiste en arguant du fait que les agents sont toujours des Blancs habillés uniformément à l'occidentale, alors que les autres personnages reflètent, surtout à partir du deuxième film, la diversité des populations de la planète. Une quatrième y voit une théorie développée par des sources ufologiques ou par Robert Monroe, Valdamar Valerian, ainsi que Laura Knight-Jadczyk, qui expliquent que toute forme de vie terrestre est une source d'énergie pour des entités d'une dimension supérieure compénétrant la nôtre, source qui, de ce fait, doit être tenue sous contrôle, etc.
L’aspect numérique mis en avant dans le film s’inscrit dans la culture actuelle, dite « culture technologique ». On y voit ainsi des références à Microsoft, Apple. L’enseignement secondaire développe cette tendance en facilitant l’accès aux nouvelles techniques de communication aux élèves.

### Thèmes liés à la transidentité
Après la sortie du film, puis à la suite du coming out transgenre de Lana Wachowski en 2012 et celui de Lilly en 2016, des analyses interprètent le film comme une métaphore de la transition de genre, en se basant sur plusieurs éléments :
- le fait que Thomas Anderson aie deux vies parallèles, cachant au monde son identité de Neo, comme les personnes trans avant leur transition publique[41],
- l'insistance de l'agent Smith à appeler Neo « Monsieur Anderson », assimilée à la pratique du deadnaming[41],
- la pilule rouge permettant dans le film de percevoir le monde réel, qui rappelle les cachets de Premarin de 0,625 mg prescrits dans les années 1990 pour l'hormonosubstitution des femmes trans[42],
- le personnage de Switch, écrit à l'origine comme devant être un homme dans le monde réel et une femme dans la Matrice, même si cela n'a pas été gardé dans le film[43],
- la scène du combat dans le métro, où Neo s'accepte pour la première fois comme étant l'Élu, a également été reliée à une tentative de suicide de Lana Wachowski lorsqu'elle était une jeune adulte : elle avait en effet écrit un message d'adieu avant de descendre dans le métro avec l'intention de se suicider. Elle n'y avait renoncé qu'au dernier moment, en acceptant sa transidentité[41],[44].

En 2016, lors de son discours d'acceptation d'une récompense pour Sense8 aux GLAAD Media Awards, Lilly Wachowski admet cette lecture, en invitant l'audience à regarder le film à nouveau en remplaçant les mentions de la Matrice par le terme « binarité de genre ». Elle confirme à nouveau la validité de l'interprétation de Matrix comme allégorie trans dans une interview vidéo pour Netflix en 2020.